# Елена Австрийская
Елена Австрийская (нем. Helene von Österreich; 30 октября 1903, Линц — 8 сентября 1924, Тюбинген) — дочь эрцгерцога Петера Фердинанда Австрийского и принцессы Марии Кристины Бурбон-Сицилийской. В замужестве герцогиня Вюртембергская.

## Жизнь
Эрцгерцогиня Елена — второй ребёнок и старшая сестра в семье. Выросла в Зальцбурге и Вене. В 1918 году семья эмигрировала в швейцарский Люцерн. В 1923 году вышла замуж в Альтсхаузене за герцога Филиппа Альбрехта Вюртембергского. Умерла спустя год от последствий родов единственного ребёнка Марии Кристины, будущей принцессы Лихтенштейнской, супруги Георга Гартмана, сына герцога Алоиза. Муж Елены тяжело переживал смерть супруги и в 1928 году женился на её младшей сестре Розе Австрийской.